# Empleurum fragrans
Empleurum fragrans är en vinruteväxtart som beskrevs av James Glover. Empleurum fragrans ingår i släktet Empleurum och familjen vinruteväxter. Inga underarter finns listade i Catalogue of Life.